# Sveriges paviljong på Expo 2020
Sveriges paviljong på Expo 2020 i Dubai, Förenade Arabemiraten är Sveriges utställningspaviljong vid Expo 2020. Byggnaden är i trä och har hållbarhet som fokus.

## Bakgrund
Det vinnande förslaget presenterades i december 2018.

## Byggnaden
Den svenska paviljongen ”The Forest” (Skogen) ligger i hållbarhetsdistriktet och är byggd helt i trä med en holistisk hållbarhetsansats som utgångspunkt. Temat för Sveriges paviljong är ”Co-creation for Innovation” (Samskapande för innovation) och fokuserar på svenska styrkeområden som innovation, hållbarhet och samskapande. På marknivå ryms utställningen, konceptbutiken TransparAll och kaféet som drivs av Ikea Al-Futtaim, medan kontor och konferensrum är upphöjda – som trädkojor – och bildar ett tak över delar av paviljongen. Utställningsområdet har öppen planlösning, men slutna utrymmen antyds, med hundratals trädstammar som står i kluster.
Paviljongen är designad av Stockholmsbaserade Alessandro Ripellino Arkitekter, Studio Adrien Gardère i Paris och Luigi Pardo Architetti i Rom. "The Forest" har skapats av och blir en  plats för reflektion, fantasi och kreativitet med inslag av nordisk skog och arabiska mönster.
I den svenska paviljongens publika utställning erbjuds besökarna en rad mångsidiga och oväntade upplevelser i en interaktiv miljö. Paviljongen fokuserar på nya sätt att bygga ”The Smart Society” (Det smarta samhället ) och inkluderar ämnen som teknik, livsvetenskaperna, nästa generations transporter, Industry 4.0, nya material, smarta städer och cirkulära biobaserade ekonomier. Utställningen åskådliggör globala utmaningar och presenterar hur Sverige och svenska företag genom teknik, innovation och nytänkande bidrar till lösningar på dessa utmaningar.

## Finansiering
Det svenska deltagandet i Expo 2020 finansieras till lika delar av staten och näringslivet. Efter en förstudie genomförd 2016 beslutade den svenska regeringen i december 2017 att Sverige skulle delta på världsutställningen. Syftet med att delta har varit att främja svenska företag och svenska lösningar, varor och tjänster på en global arena i syfte att öka export, investeringar, tillväxt och jobbskapande i Sverige. Deltagandet på Expo 2020 är Sveriges hittills största satsning på export- och investeringsfrämjande.